# 马克斯·拉伯
马克斯·拉伯（德語：Max Raabe），本名“马蒂亚斯·奥托”（ , 1962年12月12日—），德国音乐家，生于北莱茵-威斯特法伦州吕嫩。是宫殿乐队（Palast Orchester）的声乐领唱和发起人。得益于电视上播放的老电影和父母收藏的唱片，拉伯对1920和1930年代的德国舞曲和电影配乐有着浓厚的兴趣。在柏林艺术大学进修时的拉伯本意成为一位男中音歌剧演员。在1985年，他与11名同学组成了“宫殿乐队”。合奏曲目原为拉伯在跳蚤市场购物时留意到的背景音乐。乐团努力了一年学习到了音乐的编曲，在这期间没有进行任何演奏 。首场公演为1987年的柏林剧院舞会。1992年，宫殿乐队的一首1920年代风格的原创喜剧音乐（Schlager）：“没有死猪给我打电话”（Kein Schwein ruft mich an）获得了巨大的成功。
除了对复古音乐进行翻演外，拉伯创作的原创音乐也包括电影配乐。他和乐团也将一些现代流行音乐改变为1920-30年代的乐团风格。被翻唱过的歌手包括布兰妮·斯皮尔斯和汤姆·琼斯等。